# 1140

## Родени
- Саксон Граматик